# Mamestra marilopterix
Mamestra marilopterix là một loài bướm đêm trong họ Noctuidae.